# Shattered
"Shattered" er en sang fra The Rolling Stones, og fandtes første gang på deres 1978 album Some Girls. Sangen er en refleksion over den amerikanske livsstil, og livet anno 1970erne i New York City, men der kan også høres den spirende engelske punk.
Indspilningerne forløb fra oktober til december 1977. ”Shattered” har tekst skrevet af Mick Jagger, på et guitarriff fra Keith Richards. Jagger fortalte i et Rolling Stone interview fra 1995, at han skrev teksten på bagsædet af en New York taxi. Mens Richards bidrog med hovedriffet, og sangens ”shadoobie”, er sangen dog en af Ron Wood store gyldne øjeblikke med The Stones. Wood spillede både lead- og pedal steel guitar, bas, og sammen med Charlie Watts på trommerne. Simon Kirke spillede conga. Derudover sang Jagger, mens Richards spillede elektrisk guitar, inklusive soloen. Ian Stewart og Ian McLagan spillede henholdsvis klaver og orgel på sangen. Koret bestod af Ron Wood, Keith Richards og Mick Jagger.
“Shattered” blev udgivet som single i USA, og i 1979 nåede en 31. plads på Billboard Charts. The Stones lavede en bemærkelsesværdig optræden af sangen, kort efter dens udgivelse, fra en live episode af Saturday Night Live, hvor Jagger slikkede Woods læber i 5 sekunder og rev sin bluse itu.
En liveversion blev optaget under deres 1981 tour of America, og udgivet på 1982 livealbummet Still Life. Det ville også være startsangen på 1981 opsamlingsalbummet Sucking in the Seventies, og i 2002 puttede The Stones også på deres Forty Licks.

### Fodnote
1. ↑  Shattered
2. ↑  3AM Non-Fiction – MORAL INJURIES SUSTAINED
3. ↑  Shattered by The Rolling Stones Songfacts